# Документа XIII
Тринадесетата по ред изложба „Документа“ (на немски: Documenta, оригинално изписване: dOCUMENTA (13)), се провежда от 9 юни до 16 септември 2012 г. в гр. Касел, Германия. По данни на организаторите е посетена от 860 000 души.
Куратор на изложбата е Каролин Христова-Бакърджиева.
Сред участниците е и българският художник Недко Солаков.